# أوباموس
الأوباموس المكلل (الاسم العلمي: Obamus coronatus) هو أحفور من العصر الإدياكاري على شكل حلقة اكتشف في رونزلي كوارتزايت Rawnsley Quartzite في جنوب أستراليا وسمي على شرف الرئيس الأمريكي السابق باراك أوباما.

## الشكلياء
تظهر الحفريات جسمًا متعدد الطبقات مدمجًا في الأغشية الحيوية الرقيقة للبيئة الأصلية مع وجود نهاية واحدة من الجسم مدسوسًا إلى أو أسفل الطرف الآخر لتشكيل حلقة، بحيث كان الكائن الحي يشبه الكعك الفرنسي المجفف.

## اشتقاق الاسم العلمي
يكرّم الاسم العلمي للجنس الرئيس أوباما جزئياً بالإشارة إلى محبته ورعايته للعلوم ويُزعم أن الكائن الأحفوري يشبه أذنه. ويشير النعت الخاص "coronatus"، بمعنى «المكلل» إلى شكل الطارة أو الشكل الدائري للأحفور.